# Läppstekel
Läppstekeln (Bembix rostrata) är en art i insektsordningen steklar. Läppstekeln är en europeisk karaktärsart inom det rikt representerade släktet Bembix med över 340 arter spridda i olika delar av världen, främst varma regioner med öppna sandmarker, till exempel Australien och Afrika. Läppstekeln karakteriseras som nära hotad (NT) i den svenska rödlistan.

## Kännetecken
Läppstekeln är Sveriges största rovstekel, för en ovan betraktare kan den påminna om ett mellanting mellan ett stort bi och en bålgeting. Mellankroppen är brunsvart, bakkroppen har gula zig-zagformade tvärband, som hos honan är mer benvita. Ben och ansikte är gultecknade, överläppen, labrum, långt utdragen.
Arten kan också kännas igen på sitt kraftfulla flygsätt när den jagar större flugor, som bedövas med ett stick av honans gadd. De patrullerande hannarna har också en karakteristisk flygstil nära marken men svärmar inledningsvis ofta upp mot besökare i boområdet. Läppstekeln är dock helt ofarlig och angriper aldrig människor.

## Utbredning
I Sverige observeras den värmekrävande läppstekeln i modern tid främst i de sydligaste och östra delarna av landet i anslutning till kustnära, sandiga områden. Aktuella förekomster är kända i sydöstra Skåne (stort antal lokaler på Österlen), på Öland och Gotland samt i Södermanland och Uppland. Populationerna uppvisar i regel variabla men mycket stabila förekomster på lämpliga platser. Exempel på detta finns på Öland, där en östlig population i Gårdbyområdet enligt lokala källor haft en kontinuitet på minst 80 år. Populationsstorleken har där sedan 1980-talet, vilket dokumenterats i en rad forskningsprojekt, mellan olika perioder varierat från ett hundratal till flera tusen individer. På Gotland rapporterade den svenske entomologen Gottfrid Adlerz i början av 1900-talet att populationer levde kvar ännu 150 år efter att de upptäckts av Linné. 
Populationssvängningarna genereras sannolikt av såväl klimat- och väderrelaterade faktorer, vegetationsförändringar (igenväxning av lämpliga öppna sandytor) som parasit- och predatortryck i boområdet. De nordligaste kända aktuella förekomsterna finns i vid Mälaren, Uppland (Lindormsnäs och på Ekerö). Arten befinner sig i Sverige i norra kanten av sitt betydande utbredningsområde, som sträcker sig ner till Central- och Sydeuropa, Nordafrika, samt genom Centralasien till Mongoliet. Lämpliga biotoper i nordligare delar av Sverige kan till följd av klimatförändringar på sikt komma att koloniseras av stekeln.

## Levnadssätt och ekologi
Arten lever i stora boaggregationer, där varje hona anlägger sitt eget bo. Bona ligger mycket tätt, ofta bara med någon decimeters mellanrum. Kolonierna anläggs i sandiga biotoper, där den bara sanden delvis också har marktäckning av ett karakteristiskt växtsamhälle, ofta av sandstäppskaraktär med inslag av backtimjan, gul fetknopp, vädd, gulmåra, hedblomster, grön- och vitknavel. De flesta kolonier ligger i nära anslutning till kustområden eller större sötvattensjöar. Ofta finns en vindskyddande träd- eller buskbarriär, som också genom värmereflektion kan öka temperaturen i området. Läppstekeln har som andra sand- och grävsteklar mycket god förmåga att tolerera värme men väljer ändå ofta att vara inaktiv då solen står som högst och marktemperaturerna når sin topp.  
Läppstekeln påträffas i regel från slutet av juni till mitten av augusti. Arten har olikt andra grävsteklar långa mundelar och kan ses besöka djupkalkade blommor som till exempel backtimjan (Thymus serpyllum), väddklint (Centaurea scabiosa) och tistlar (Cirsium spp.) för deras nektar. Det har också rapporterats att stekeln suger ur infångade flugor. Flugfångsten är dock i huvudsak förknippad med att stekelhonorna successivt förser de växande larverna med förlamade flugor. Flugstorleken ökas i takt med att stekellarven tillväxter. Mot slutet av perioden fyller honan på med ett antal flugor och förseglar boet. Larverna övervintrar efter förpuppning. Bona anläggs med en cirka 10–15 centimeter lång gång ner under markytan, gången avslutas i en bocell. I vårt nordiska klimat hinner en framgångsrik hona under sin livstid som regel bara anlägga en serie på 4-6 bon, alltid med en enda larv per bo. Inga belägg finns för att honor kan upprätthålla och proviantera flera bon samtidigt. Det rör sig alltså om en i insektssammanhang typiskt K-selekterad art som gör stora investeringar i ett mycket begränsat antal avkommor. Mot slutet av säsongen händer det att honan lämnar boaggregationen för att anlägga ett bo på större avstånd från sina tidigare bon. Det kan antas att detta beteende skapar förutsättningar för utveckling av nya aggregationer och spridning av arten till nya områden. Beteendet skapar också förutsättningar för genetisk spridning till andra befintliga subpopulationer.
Hannarna, som genomsnittligt kläcks några dagar tidigare än honorna, patrullerar boområdet i jakt på honor att para sig med. Honorna parar sig endast en enda gång i direkt anslutning till att de kryper upp ur marken efter övervintringen. Hannarnas konkurrens om parningar kan ta sig våldsamma uttryck och de samlas ofta i betydande antal runt nykläckta, oparade honor. De använder såväl syn som ljud- och doftstimuli för att lokalisera var honorna gräver sig upp ur marken. Hannarna fortsätter sedan under sin livstid (flera veckor) att patrullera av boområdet. De ses ofta förfölja honor under flykten på någon decimeters håll och håller sig svävande som blomflugor ovanför honan medan hon provianterar eller gräver i sin boöppning.

## Hotbilder och åtgärdsprogram
Det ringa antalet avkommor per hona innebär också att honornas lägger betydande omsorger på sina bon och larver. Förekomsten av predatorer (främst myror) och parasiter (blodbin, guldsteklar, spindelsteklar och parasitflugor) blir därmed viktiga faktorer då det gäller läppstekelpopulationens storlek över tid. Kraftiga regn och litet antal soltimmar under en säsong kan också i betydande utsträckning decimera populationens storlek hos denna värmekrävande art. Andra hotbilder mot boaggregationerna är den igenväxning som kan ske om inte naturligt slitage av markytan sker genom naturlig erosion eller tramp av till exempel betesdjur. Människans exploatering av attraktiva sandiga kustområden utgör också ett betydande hot mot denna och andra arter som är beroende av dessa biotoper.
Läppstekeln följs genom viss årlig övervakning av kända populationer. Biotopvårdande åtgärder och information i samband med planarbeten kan utgöra andra lämpliga insatser.